# フランス国立情報学自動制御研究所
フランス国立情報学自動制御研究所（Institut National de Recherche en Informatique et en Automatique、INRIA）は、フランス政府研究省および経済・財務省が共同管理するフランスの国立研究所である。1979年に、フランスの情報・制御分野の中心となる研究機関として設立された。フランス国内に8ヶ所の研究施設（アキテーヌ、ブルターニュ、ロレーヌ、フランシュ＝コンテ、イル＝ド＝フランス、ノール＝パ・ド・カレー、コート・ダジュール、ラングドック＝ルシヨン、ローヌ＝アルプ）をもち、3000人以上の職員を抱える大規模な研究所である。

## 概要
研究分野はネットワークシステム、画像情報処理、自動制御からシミュレーション、バーチャルリアリティまで多岐にわたる。研究成果の技術移転を積極的に行っており、年間予算（1億6千万ユーロ）の20％は自身の研究成果から得られた収益である。主な顧客は大学や他の研究機関、私企業であり、提携企業にはフランス国外の企業も多い。研究成果を利用したベンチャー企業の設立支援にも積極的。IETF、ISO、W3Cといった標準化団体とも関係を持つ。
INRIA で開発された主なソフトウェアとして、次のものがある。
- OCaml (Objective Caml)
- Scilab
- Esterel
- Coq

## 研究拠点
- INRIA Futurs (Lille, Saclay, Bordeaux) http://www-futurs.inria.fr/
- INRIA Lorraine (LORIA - in association with CNRS and local universities) http://www.loria.fr/INRIA/
- INRIA Rennes (IRISA - in association with CNRS and local universities) http://www.irisa.fr/
- INRIA Rhône-Alpes (near Grenoble) http://www.inrialpes.fr/
- INRIA Rocquencourt (a suburb of Paris) http://www-rocq.inria.fr/
- INRIA Sophia-Antipolis (near Nice) http://www-sop.inria.fr/

また、これらの拠点以外にも学術研究組織が研究に貢献している。

## その他の資料
- Le Laboratoire lorrain de recherche en informatique et ses applications (LORIA) INRIA Lorraine
- L'Institut de recherche en informatique et systèmes aléatoires (IRISA) INRIA Rennes